# Hans-Otto Hiestermann
Hans-Otto „H.O.“ Hiestermann (* 7. Januar 1949 in Hermannsburg) ist ein ehemaliger deutscher Fußballspieler. Der Stürmer hat in der Saison 1975/76 beim 1. FC Köln in der Fußball-Bundesliga neun Spiele (1 Tor) absolviert. Davor war er beim 1. FC Nürnberg in der 2. Fußball-Bundesliga Süd 1974/75 in 37 Ligaspielen aufgelaufen und hatte vier Tore für den Club erzielt. Nach Köln folgte beim Würzburger FV eine weitere Station in der 2. Bundesliga Süd, in welcher Hiestermann von 1976 bis 1979 in 77 Zweitligaspielen fünf Tore erzielte.

## Laufbahn

### Amateurnationalmannschaft, 1974–1975
Der 1,68 m große Fußballer Hans-Otto Hiestermann ist in Hermannsburg, Landkreis Celle, in der Lüneburger Heide aufgewachsen und hat beim dortigen TuS Hermannsburg in der seit 1924 bestehenden Fußballabteilung das Fußballspielen gelernt und auch bis zum Bundeswehreinzug 1969 ausgeübt. Seinen Grundwehrdienst leistete der Niedersachse in Fürstenfeldbruck und schloss sich deshalb auch dem dortigen Bayernligisten SC Fürstenfeldbruck an. Seine Dribbelfähigkeit mit kurzen, schnellen Richtungsänderungen, brachte den Flügelstürmer rasch in die Bayerische Amateurauswahl. Als er in der Saison 1973/74 mit Fürstenfeldbruck den fünften Rang erreicht hatte, wurde der DFB auf den Flügelstürmer aufmerksam. Am 26. April 1974 debütierte der Angreifer in der Amateurnationalmannschaft des DFB. DFB-Trainer Jupp Derwall brachte ihn in Rijeka im Halbfinale gegen die Niederlande im Rahmen des UEFA Amateur Cup als Einwechselspieler für Ewald Hammes zum Einsatz. Das Spiel endete 1:1 n. V. und im Elfmeterschießen setzte sich das DFB-Team mit 4:2 Toren durch. Durch wetterbedingte Umstände konnte das Finale nicht ausgetragen werden und die UEFA erklärte Finalgegner Jugoslawien wie Deutschland zum gemeinsamen Sieger. Hiestermann unterschrieb zur Saison 1974/75 beim 1. FC Nürnberg einen Vertrag und wechselte damit in die 2. Bundesliga. Er blieb in dieser Saison aber noch Amateur und absolvierte vom 25. September 1974 bis 8. Juli 1975 in der Amateurnationalmannschaft noch acht weitere Länderspiele. Im April 1975 kam der Club-Angreifer beispielsweise in den zwei Olympia-Qualifikationsspielen gegen Spanien (0:0, 2:3) zum Einsatz und Anfang Juli 1975 bestritt er seine zwei letzten Amateurländerspiele auf einer Asienreise mit Spielen gegen China (1:1) und Singapur (4:1).

### Nürnberg, Köln, Würzburg, 1975 bis 1979
Der 1. FC Nürnberg gewann für die Debütrunde der 2. Bundesliga 1974/75 mit Hans Walitza vom VfL Bochum einen umworbenen Bundesligatorjäger und aus den vormaligen zweitklassigen Regionalligen kamen noch Torhüter Franz Schwarzwälder (SV Alsenborn), Ulrich Pechtold (FC Bayern Hof), Günter von de Fenn (Jahn Regensburg), Wolfgang Holoch (Stuttgarter Kickers), Karlheinz Meininger (1860 München) und der Bayernligaspieler Hiestermann vom SC Fürstenfeldbruck hinzu. Unter Trainer Hans Tilkowski debütierte der Amateurnationalspieler am Rundenstarttag, den 4. August 1974, bei einer 0:2-Niederlage beim FC Augsburg sofort in der 2. Liga. Neben Stammspielern wie Manfred Rüsing, Kurt Geinzer, Dieter Nüssing, Rudi Sturz und Dietmar Schabacker absolvierte Hiestermann 37 Ligaspiele und erzielte vier Tore. Der Club belegte den sechsten Rang. Mit schwachen 10:28 Auswärtspunkten verpasste Nürnberg die Spitzenränge. Hiestermann war aber der Bundesliga aufgefallen und nahm das Angebot des 1. FC Köln, nachdem sich Köln mit Nürnberg geeinigt hatte, zur Saison 1975/76 an.
In der Domstadt am Rhein war Zlatko Čajkovski als Trainer tätig. Das Geißbock-Team war mit selbstbewussten Stars wie Toni Schumacher, Bernhard Cullmann, Herbert Hein, Harald Konopka, Wolfgang Weber, Gerd Strack, Heinz Flohe, Herbert Neumann, Wolfgang Overath, Heinz Simmet, Jürgen Glowacz und Dieter Müller gespickt. Torjäger Johannes Löhr wollte seine Laufbahn beenden. Von welchem Neuzugang, neben Hiestermann nahm der FC auch noch Matthias Brücken, Roland Gerber, Miodrag Petrović, Dieter Prestin und Günter Weber neu unter Vertrag, tatsächlich das Aufrücken in die Stammbesetzung erwartet wurde, das erschließt sich bei der Konkurrenz im Spielerkader nicht auf den ersten Blick. Keiner der Neuzugänge kam 1975/76 auf eine zweistellige Einsatzzahl. Brücken (9-2) und Hiestermann (9-1) führten die Liste der Einsätze bei den Neuzugängen an. Alle neun Einsätze von Hiestermann erfolgten unter Cajkovski. Als dieser am 13. Dezember 1975 entlassen wurde und am 1. Januar 1976 durch Ex-Nationalspieler Georg Stollenwerk ersetzt wurde, Hiestermann sich auch noch mit Achillessehnenproblemen herumschlug und Löhr schon längst wieder aktiv war, kamen keine weiteren Einsätze mehr hinzu. Als nach der Trainingsübernahme von Hennes Weisweiler zur Saison 1976/77 die Einsatzchancen sich eher noch verschlechterten, ging Hiestermann eine Liga zurück und schloss sich dem Würzburger FV in der 2. Bundesliga Süd an.
Sein Debüt fand für Würzburg aber unter denkbar ungünstigen Umständen statt: Sein neuer Verein verlor bei seinem ersten Einsatz am 12. September 1976 das Auswärtsspiel bei den Stuttgarter Kickers mit 1:8 Toren. Unter den Trainern Herbert Wenz und Werner Bickelhaupt – Wenz wurde im März 1977 durch Bickelhaupt ersetzt – belegte Würzburg am Rundenende den 13. Rang; der Neuzugang aus Köln hatte an der Seite von Mitspielern wie Siegfried Scherzer (Torhüter), Walter Szaule, Friedhelm Groppe, Heinz-Dieter Lömm, Bernd Göbel, Lothar Emmerich, Heribert Müller, Klaus Sterz, Hans Schmidradner und Max Müller 32 Ligaspiele mit zwei Toren absolviert. In der zweiten Saison in Würzburg, 1977/78, erreichte die Nullvierer unter Trainer Rudolf Kröner den 11. Rang. Die beiden Lokalderbys gegen Kickers Würzburg endeten 2:2 und 4:0. Hiestermann absolvierte 31 Spiele mit drei Toren. In seiner dritten Saison 1978/79 waren durch Achillessehnenprobleme nur noch 14 Ligaspiele für ihn möglich gewesen. Sein letztes Zweitligaspiel bestritt er am 19. November 1978 bei einer 1:3-Heimniederlage gegen den SC Freiburg.
Als Fußballspieler war Hans-Otto Hiestermann durchaus ein begabter Mann, der sich zwar in der Bundesliga beim 1. FC Köln unter Trainer Georg Stollenwerk nicht durchsetzen konnte, in der 2. Bundesliga war er jedoch ein verlässlicher und solider Spieler für den 1. FC Nürnberg und nach seiner Kölner Zeit auch beim Würzburger FV.
Seit 1991 lebt und arbeitet Hans-Otto Hiestermann in Tübingen als Tennistrainer des TC Tübingen und Leiter einer Tennisschule. Fußball interessiert ihn kaum noch, sagt er.

## Vereinsstationen, Einsätze und Tore

### Vereine
- TuS Hermannsburg
- SC Fürstenfeldbruck
- 1974–1975 1. FC Nürnberg
- 1975–1976 1. FC Köln
- 1976–1979 Würzburger FV

### Einsätze und Tore
- 9 Amateur-Länderspiele für Deutschland
  - (1974 gemeinsam mit der Amateurnationalmannschaft Jugoslawiens zum Sieger des UEFA Amateur Cup erklärt)
- Bundesliga
  - 9 Spiele; 1 Tor 1. FC Köln
- 2. Bundesliga
  - 38 Spiele; 4 Tore 1. FC Nürnberg
  - 76 Spiele; 5 Tore Würzburger FV
- DFB-Pokal
  - 1 Spiel 1. FC Köln
- UEFA-Pokal
  - 1 Spiel 1. FC Köln